# Стурно
Сту̀рно (на италиански: Sturno) е малко градче и община в Южна Италия, провинция Авелино, регион Кампания. Разположено е на 652 m надморска височина. Населението на общината е 3158 души (към 2011 г.).